# أسكول درة
أسكول‌ درة هي قرية في مقاطعة ساوجبلاغ، إيران. يقدر عدد سكانها بـ 179 نسمة بحسب إحصاء 2016.